# 金谷川駅

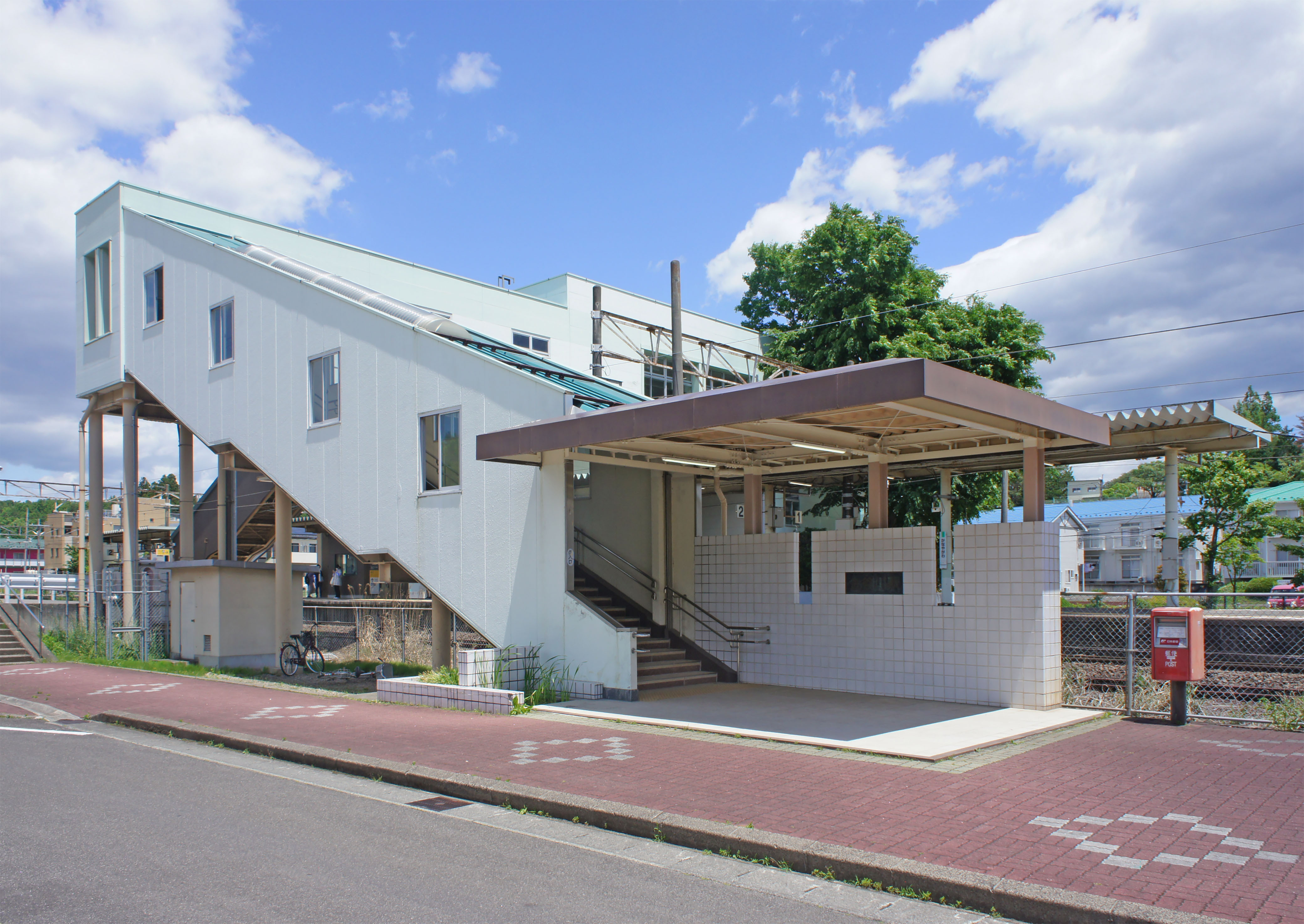
西口（2022年5月）

金谷川駅（かなやがわえき）は、福島県福島市松川町関谷字坂下にある、東日本旅客鉄道（JR東日本）東北本線の駅である。
「福島大学前」の副駅名が付けられている。

## 歴史
- 1909年（明治42年）10月18日：開業[4]。
- 1974年（昭和49年）10月1日：貨物の取り扱いを廃止[4]。
- 1979年（昭和54年）：福島大学が駅東側の現在地に移転。
- 1983年（昭和58年）3月25日：駅舎を橋上化[2]。荷物の扱いを廃止[4]。
- 1987年（昭和62年）4月1日：国鉄分割民営化により、東日本旅客鉄道（JR東日本）の駅となる[4]。
- 2008年（平成20年）1月29日：ホームの駅名標が、福島大学の写真と「福島大学前」の表記が入ったものに交換される。
- 2009年（平成21年）
  - 年内：エレベーターが2基新設される[3]。
  - 3月14日：ICカード「Suica」の利用が可能となる[5]。
- 2023年（令和5年）1月31日：みどりの窓口の営業を終了[6]。
- 2024年（令和6年）10月1日：えきねっとQチケのサービスを開始[1][7]。

## 駅構造
島式ホーム1面2線を持つ地上駅である。1990年代始めまでは貨物待避線として下り2番線、上り2番線があったほか、上り本線である1番線は下り青森方への折り返しもできた。現在は停留所化されたため、折り返し運転はできない。
橋上駅舎をもち、出入口は福島大学・浅川・医大方面の東側（東口）と、関谷・水原方面の西側（西口）に設けられている。現在の橋上駅舎ができる前は、西側に木造駅舎があり、駅の東側に行くには、駅の南北にある踏切を渡るという遠回りが必要であった。
福島統括センター（福島駅）が管理し、JR東日本東北総合サービスが受託する業務委託駅である。構内には、Suica対応自動券売機、簡易Suica改札機、待合室、トイレ、エレベーター、公衆電話（駅舎外）、自動販売機（飲料・タバコ）などがある。

### のりば
| 番線 | 路線      | 方向 | 行先           |
| ---- | --------- | ---- | -------------- |
| 1    | ■東北本線 | 上り | 郡山・黒磯方面 |
| 2    | ■東北本線 | 下り | 福島・仙台方面 |

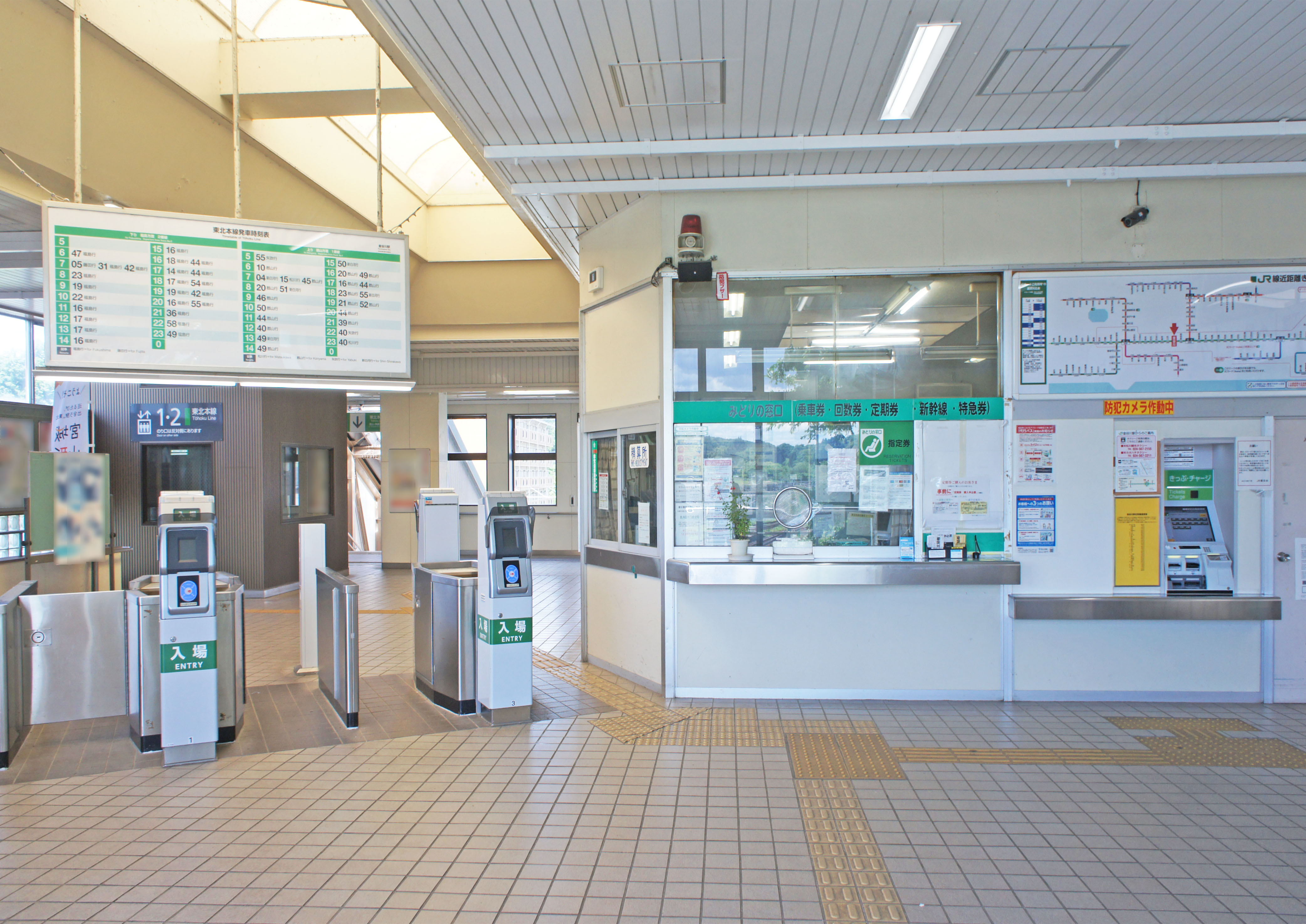
改札口（2022年5月）
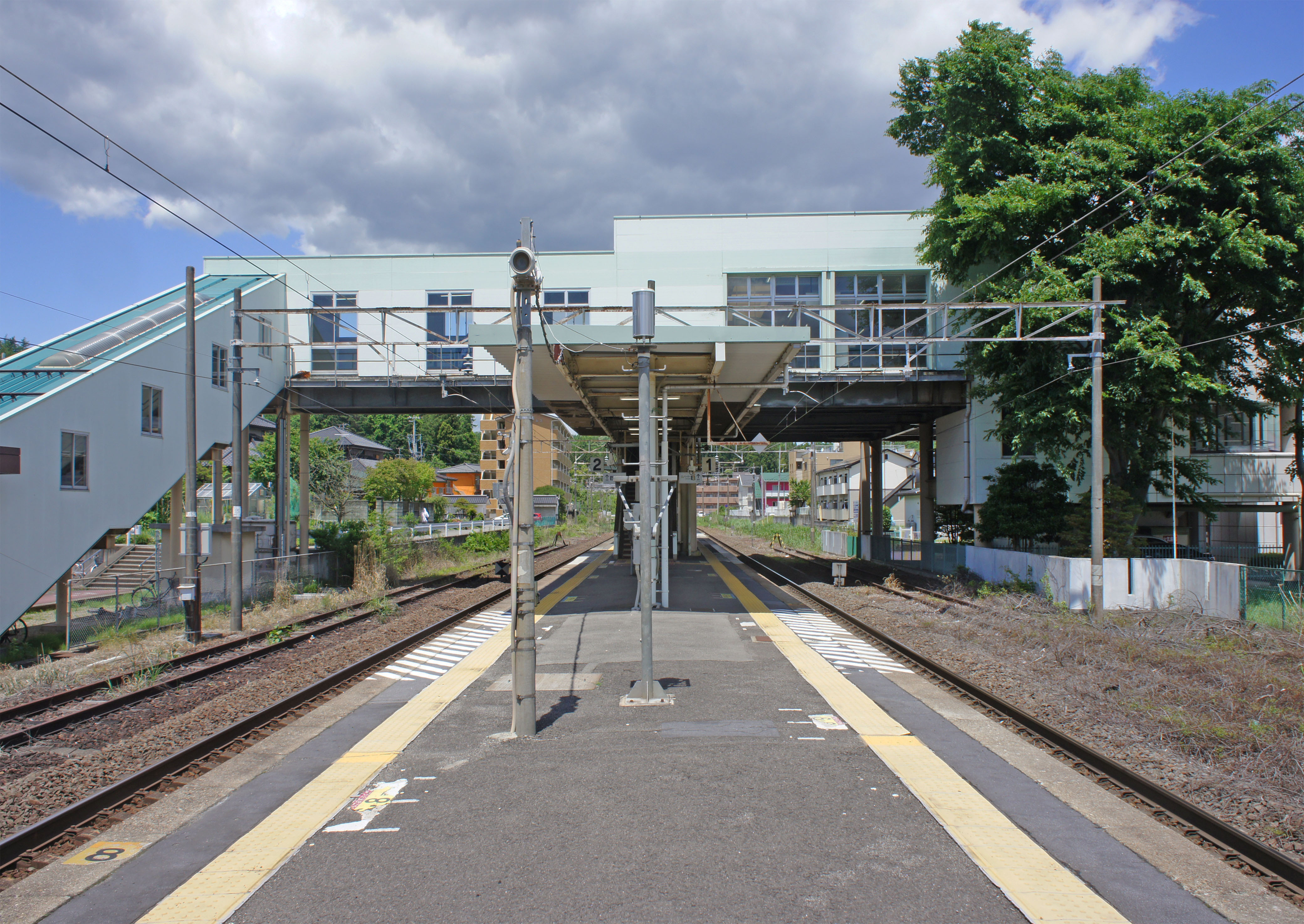
ホーム（2022年5月）

## 利用状況
JR東日本によると、2023年度（令和5年度）の1日平均乗車人員は2,441人である。
2000年度（平成12年度）以降の推移は以下のとおりである。
| 1日平均乗車人員推移 | 1日平均乗車人員推移 | 1日平均乗車人員推移 | 1日平均乗車人員推移 | 1日平均乗車人員推移 |
| 年度                | 定期外              | 定期                | 合計                | 出典                |
| ------------------- | ------------------- | ------------------- | ------------------- | ------------------- |
| 2000年（平成12年）  |                     |                     | 2,434               | [ 利用客数 2 ]      |
| 2001年（平成13年）  |                     |                     | 2,456               | [ 利用客数 3 ]      |
| 2002年（平成14年）  |                     |                     | 2,464               | [ 利用客数 4 ]      |
| 2003年（平成15年）  |                     |                     | 2,495               | [ 利用客数 5 ]      |
| 2004年（平成16年）  |                     |                     | 2,535               | [ 利用客数 6 ]      |
| 2005年（平成17年）  |                     |                     | 2,602               | [ 利用客数 7 ]      |
| 2006年（平成18年）  |                     |                     | 2,603               | [ 利用客数 8 ]      |
| 2007年（平成19年）  |                     |                     | 2,617               | [ 利用客数 9 ]      |
| 2008年（平成20年）  |                     |                     | 2,697               | [ 利用客数 10 ]     |
| 2009年（平成21年）  |                     |                     | 2,739               | [ 利用客数 11 ]     |
| 2010年（平成22年）  |                     |                     | 2,732               | [ 利用客数 12 ]     |
| 2011年（平成23年）  |                     |                     | 2,531               | [ 利用客数 13 ]     |
| 2012年（平成24年）  | 798                 | 1,947               | 2,745               | [ 利用客数 14 ]     |
| 2013年（平成25年）  | 852                 | 1,972               | 2,824               | [ 利用客数 15 ]     |
| 2014年（平成26年）  | 864                 | 1,965               | 2,829               | [ 利用客数 16 ]     |
| 2015年（平成27年）  | 866                 | 2,032               | 2,899               | [ 利用客数 17 ]     |
| 2016年（平成28年）  | 858                 | 2,071               | 2,930               | [ 利用客数 18 ]     |
| 2017年（平成29年）  | 823                 | 2,082               | 2,905               | [ 利用客数 19 ]     |
| 2018年（平成30年）  | 837                 | 2,049               | 2,886               | [ 利用客数 20 ]     |
| 2019年（令和元年）  | 819                 | 1,973               | 2,792               | [ 利用客数 21 ]     |
| 2020年（令和02年）  | 537                 | 961                 | 1,499               | [ 利用客数 22 ]     |
| 2021年（令和03年）  | 636                 | 1,569               | 2,206               | [ 利用客数 23 ]     |
| 2022年（令和04年）  | 700                 | 1,603               | 2,303               | [ 利用客数 24 ]     |
| 2023年（令和05年）  | 742                 | 1,698               | 2,441               | [ 利用客数 1 ]      |

## 駅周辺
福島大学が近いため、駅前は学生用のアパートが数多く存在する。学生が多く居住しているものの、周辺には小規模な商業施設しか存在しないため、食料品や日用品の買出しに行くために電車を利用する学生も多い。駅西側は水原地区の田畑や森林・集落がある。駅東側は、福島大学ができる前までは山地となっており、数軒の民家や田畑しかなく、大学ができた後に開発が進められ、土地区画整理事業も実施された。
当駅の前後には、複線化工事の際に既存の線から離れた位置に上り線が新設されたため、上下線が大きく離れているところがある。
- 福島大学、福島大学生協購買・書籍店、食堂店、ASK（学寮）店
- ファミリーマート福島福大前店（旧ホットスパー・旧ココストア福島福大前店）
- 喫茶・食事 たんぽぽ
- 金谷川郵便局（約1キロメートルほど離れている）
- 福島県道114号福島安達線（かつての国道4号であり、旧奥州街道・陸羽街道である）
- 福島県道193号金谷川停車場線
- 福島県道194号金谷川停車場石内線
- 旧米沢街道（板谷街道）

駅名の由来は建設当時の村名、信夫郡金谷川村から。旧村の金沢、関谷、浅川から一文字ずつとった合成地名であり、後の市町村合併で信夫郡松川町となったため金谷川の村名が消滅した。後年、福島大学が所在する区画の地名変更が行われ、最寄り駅として学内で馴染み深いことから金谷川と名付けられ地名として復活した。なお、当駅は現在の福島市金谷川には属していない。

### バス路線
「金谷川駅前」停留所にて、福島県立医科大学へと発着する福島交通「金谷川・医大線」系統の路線バスが発着する。なお、土休日は運休となる。また、そのほかに福島県道114号福島安達線上に「金谷川」停留所があるが、当駅から約1キロメートルの距離がある。

## 隣の駅
東日本旅客鉄道（JR東日本）
■東北本線
松川駅 - 金谷川駅 - 南福島駅

### 記事本文
1. 1 2 3 4  “駅の情報（金谷川駅）：JR東日本”.   東日本旅客鉄道. 2024年9月19日時点のオリジナルよりアーカイブ。2024年11月7日閲覧。
2. 1 2  「新装工事完成 25日から使用開始 東北本線金谷川駅」『交通新聞』交通協力会、1983年3月18日、1面。
3. 1 2 3  『週刊 JR全駅・全車両基地』 13号 仙台駅・船岡駅・松島海岸駅ほか70駅、朝日新聞出版〈週刊朝日百科〉、2012年11月4日、22頁。
4. 1 2 3 4 5  石野哲 編『停車場変遷大事典 国鉄・JR編 II』（初版）JTB、1998年10月1日、401頁。ISBN 978-4-533-02980-6。
5. ↑  『Suicaをご利用いただけるエリアが広がります。』（PDF）（プレスリリース）東日本旅客鉄道、2008年12月22日。オリジナルの2020年5月24日時点におけるアーカイブ。2020年5月25日閲覧。
6. ↑  “駅の情報（金谷川駅）：JR東日本”.   東日本旅客鉄道. 2023年1月4日時点のオリジナルよりアーカイブ。2023年1月4日閲覧。
7. ↑  『Suicaエリア外もチケットレスで! 東北エリアから「えきねっとQチケ」がはじまります』（PDF）（プレスリリース）東日本旅客鉄道、2024年7月11日。オリジナルの2024年7月11日時点におけるアーカイブ。2024年8月1日閲覧。
8. 1 2  “JR東日本：駅構内図・バリアフリー情報（金谷川駅）”.   東日本旅客鉄道. 2024年11月7日閲覧。
9. ↑  “福島交通 - 新着情報 JR金谷川駅からJR線列車と接続した、金谷川・医大線の路線バスを運行しております”.   福島交通. 2023年7月9日時点のオリジナルよりアーカイブ。2024年11月7日閲覧。

### 利用状況
1. 1 2  “各駅の乗車人員（2023年度）”.   東日本旅客鉄道. 2024年7月22日閲覧。
2. ↑  “各駅の乗車人員（2000年度）”.   東日本旅客鉄道. 2019年2月12日閲覧。
3. ↑  “各駅の乗車人員（2001年度）”.   東日本旅客鉄道. 2019年2月12日閲覧。
4. ↑  “各駅の乗車人員（2002年度）”.   東日本旅客鉄道. 2019年2月12日閲覧。
5. ↑  “各駅の乗車人員（2003年度）”.   東日本旅客鉄道. 2019年2月12日閲覧。
6. ↑  “各駅の乗車人員（2004年度）”.   東日本旅客鉄道. 2019年2月12日閲覧。
7. ↑  “各駅の乗車人員（2005年度）”.   東日本旅客鉄道. 2019年2月12日閲覧。
8. ↑  “各駅の乗車人員（2006年度）”.   東日本旅客鉄道. 2019年2月12日閲覧。
9. ↑  “各駅の乗車人員（2007年度）”.   東日本旅客鉄道. 2019年2月12日閲覧。
10. ↑  “各駅の乗車人員（2008年度）”.   東日本旅客鉄道. 2019年2月12日閲覧。
11. ↑  “各駅の乗車人員（2009年度）”.   東日本旅客鉄道. 2019年2月12日閲覧。
12. ↑  “各駅の乗車人員（2010年度）”.   東日本旅客鉄道. 2019年2月12日閲覧。
13. ↑  “各駅の乗車人員（2011年度）”.   東日本旅客鉄道. 2019年2月12日閲覧。
14. ↑  “各駅の乗車人員（2012年度）”.   東日本旅客鉄道. 2019年2月12日閲覧。
15. ↑  “各駅の乗車人員（2013年度）”.   東日本旅客鉄道. 2019年2月12日閲覧。
16. ↑  “各駅の乗車人員（2014年度）”.   東日本旅客鉄道. 2019年2月12日閲覧。
17. ↑  “各駅の乗車人員（2015年度）”.   東日本旅客鉄道. 2019年2月12日閲覧。
18. ↑  “各駅の乗車人員（2016年度）”.   東日本旅客鉄道. 2019年2月12日閲覧。
19. ↑  “各駅の乗車人員（2017年度）”.   東日本旅客鉄道. 2018年7月8日閲覧。
20. ↑  “各駅の乗車人員（2018年度）”.   東日本旅客鉄道. 2019年7月11日閲覧。
21. ↑  “各駅の乗車人員（2019年度）”.   東日本旅客鉄道. 2020年7月10日閲覧。
22. ↑  “各駅の乗車人員（2020年度）”.   東日本旅客鉄道. 2021年7月22日閲覧。
23. ↑  “各駅の乗車人員（2021年度）”.   東日本旅客鉄道. 2022年8月5日閲覧。
24. ↑  “各駅の乗車人員（2022年度）”.   東日本旅客鉄道. 2023年7月12日閲覧。